# Victor Louis

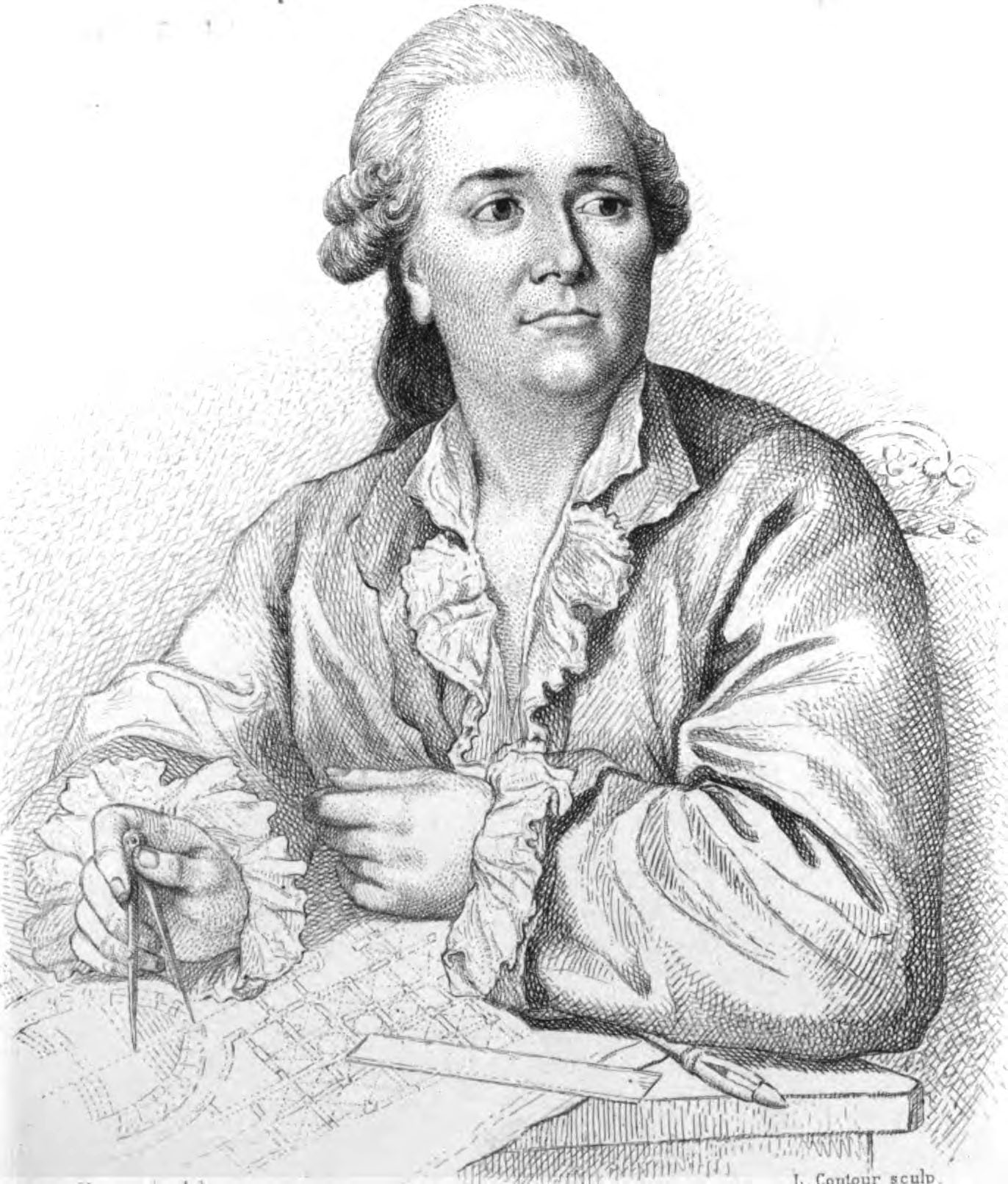
Victor Louis – Fiktives Porträt (1881)

Louis-Nicolas Louis genannt Victor Louis (* um 10. Mai 1731 in Paris; † 2. Juli 1800 in Paris) war ein französischer Architekt.

## Biographie
Victor Louis war Sohn eines Maurermeisters. Bereits im Alter von 15 Jahren trat er in die École royale d’Architecture ein und nach mindestens sieben gescheiterten Anläufen gewann er im Jahre 1755 in einem Wettbewerb eine Goldmedaille, was ihm die finanzielle Möglichkeit bot, seine Studien in Rom fortzusetzen (1756–1759). Dort traf er u. a. mit den Malern Jean-Honoré Fragonard und Hubert Robert zusammen, doch sein Hauptinteresse galt der Kunst der Antike und der Renaissance. Allerdings überwarf er sich mit dem Direktor Charles Joseph Natoire und wurde von der Akademie und damit von königlichen Aufträgen ausgeschlossen. Nach einem Aufenthalt in Polen (1765) kehrte er nach Paris zurück, wo er seit dem Jahr 1770 zusammen mit seiner Frau, einer Komponistin und Pianistin, lebte.
Nach seiner Rückkehr aus Rom hatte er den Vornamen 'Victor' (= 'der Sieger') angenommen und erhielt erste kleinere Aufträge, darunter auch die Renovierung des Pariser Stadtpalais' von Louis François Armand de Vignerot du Plessis, Herzog von Richelieu, des Großneffen von Kardinal Richelieu. Dieser war königlicher Gouverneur der Provinz Guyenne, deren Hauptstadt Bordeaux war. In den Jahren 1773–1780 entwarf er die Pläne für das berühmte Theater der Stadt; ob er auch die Bauleitung innehatte, ist unklar. Nebenbei übernahm er auch andere kleinere Aufträge in der Region; etliche seiner Bauten befinden sich heute im Besitz von Weingütern.
Er war seit dem 20. Juni 1770 mit der Salonnières und Musikerin Marie-Emmanuelle Bayon Louis verheiratet. Das Paar hatte eine Tochter.
Für Louis Philippe II, Herzog von Orléans übernahm Victor Louis Umbauarbeiten am Palais Royal in Paris. In den Jahren nach Beginn der Französischen Revolution erhielt er keine Aufträge mehr.

## Hauptwerke

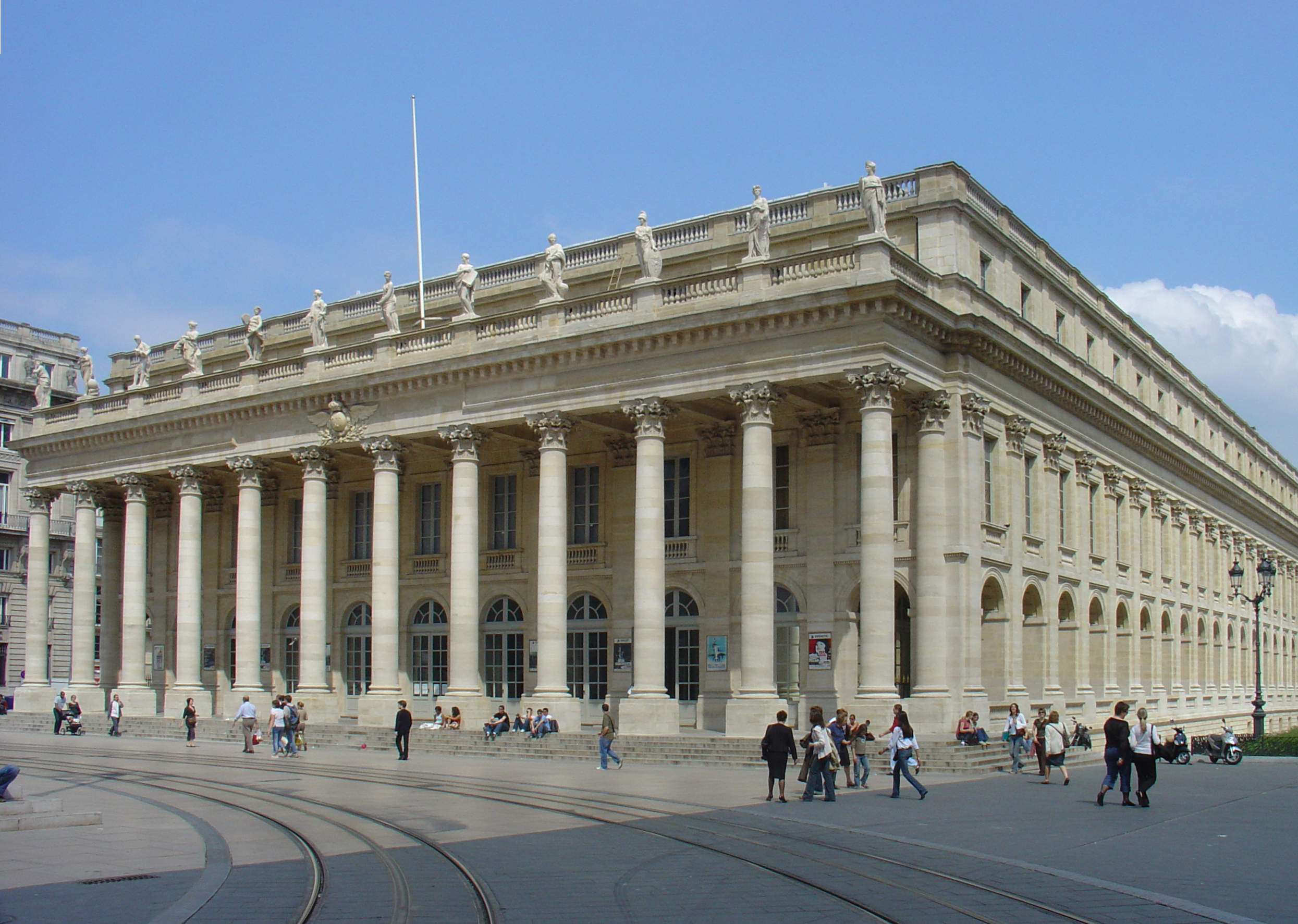
Grand Théâtre in Bordeaux

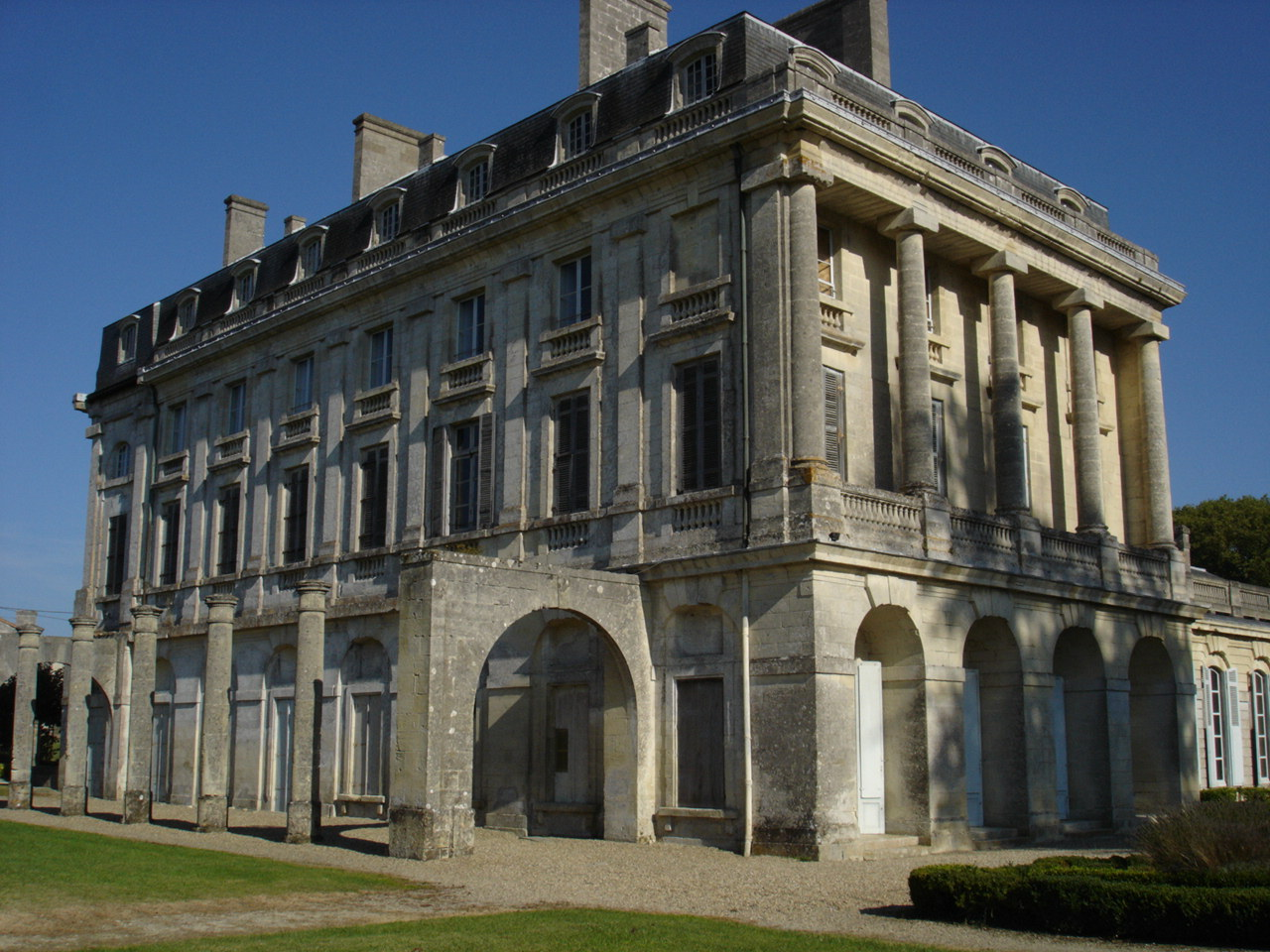
Château du Bouilh

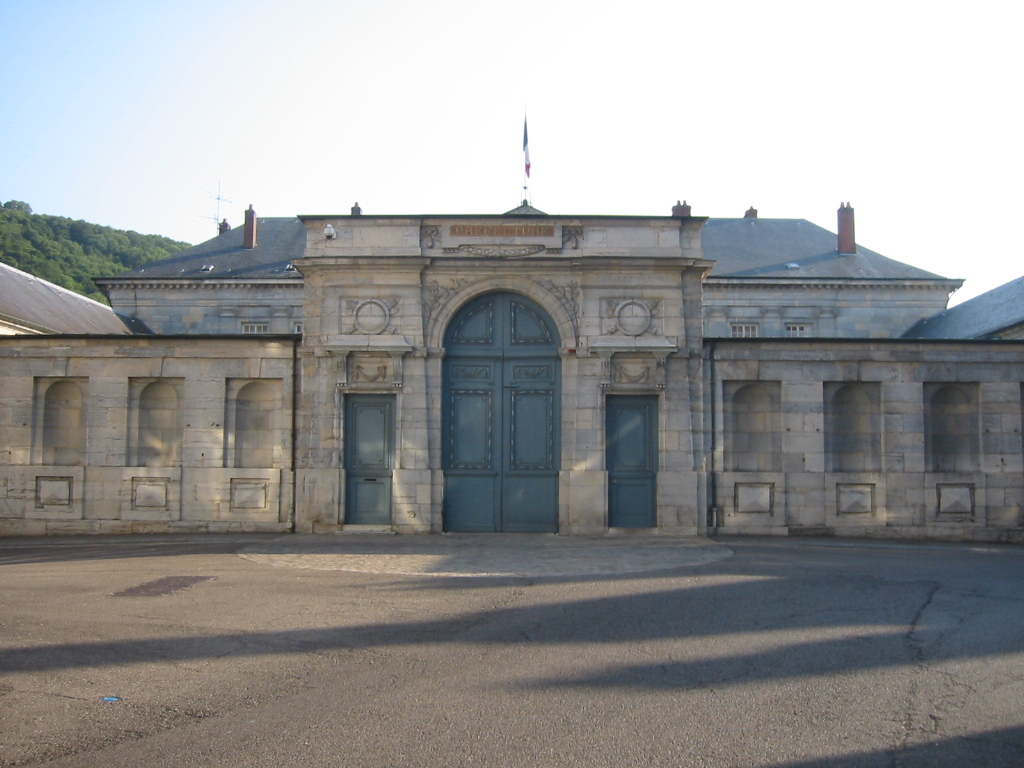
Préfecture du Doubs in Besançon

- 1760: Fegefeuerkapelle in der Kirche Sainte-Marguerite (11. Arr.)
- 1760: Kapelle und Eingangsbereich des Benediktiner-Konvents (98 rue de Charonne, 11. Arr.) (zerstört)
- 1764/5??: Château de Prada in Labastide-d’Armagnac
- 1767–1773: Arbeiten am Innenchor der Kathedrale von Chartres
- 1771–1779: Sitz der königlichen Intendanz der Franche-Comté in Besançon (heute Präfektur)
- 1772–1778: Château de la Rochette bei Melun (Seine-et-Marne)
- 1773–1780: Grand Théâtre de Bordeaux
- 1773: Hôtel Boyer-Fonfrède (1 cours du Chapeau-Rouge, Bordeaux)
- 1774: Château de Virazeil (Lot-et-Garonne)
- 1774: Hôtel Lamolère (rue Esprit-des-Lois, Bordeaux)
- 1775–1777: Hôtels Saige, Journu et Legrix, Präfektur von Bordeaux (bis 1993)
- 1776–1778: Château de Saint-Maur in Argent-sur-Sauldre (Cher)
- 1778: Château de Tauzia in Gradignan und Château d’Anglade in Izon (Gironde)
- 1780: Château de Lahitte in Moncrabeau (Département Lot-et-Garonne)
- 1782–1787: Vergrößerung der Pfarrkirche Saint-Éloi in Dunkerque
- 1783: Château Raba in Talence (Gironde)
- 1786–1789: Château du Bouilh in Saint-André-de-Cubzac (Gironde)
- 1786–1790: Salle Richelieu der Comédie-Française im Palais Royal (Paris)
- 1787–1789: Château de l'Hospital bei Portets (Département Gironde)
- 1792–1794: Château l’Enclos in Pineuilh
- 1788–1792: Hôtel de la Motte-Sanguin (2 rue Solférino, Orléans)
- ??: Château Rabaud-Promis in Bommes (Gironde)

## Bedeutung
Das Hauptwerk Victor Louis', das Theater von Bordeaux, sichert ihm für alle Zeiten einen Platz in der Architekturgeschichte Frankreichs; die dreiläufige Treppe im Vestibül des Bauwerks wurde Vorbild für eine ähnliche Konstruktion in der Opéra Garnier in Paris.